# Jade Yorker
Jade Yorker (* 16. Juni 1985 in Manalapan Township, New Jersey) ist ein US-amerikanischer Schauspieler. 
Yorker war im Jahre 2000 zusammen mit dem gesamten Ensemble des Films Music of the Heart für den Young Artist Award in der Kategorie Beste Darstellung nominiert.

## Filmografie (Auswahl)
- 1998: Spiel des Lebens (He Got Game)
- 1998: Hell’s Kitchen – Vorhof zur Hölle (Hell’s Kitchen)
- 1998–1999: Cosby (Fernsehserie, 3 Folgen)
- 1999: Music of the Heart
- 2000: Schneefrei (Snow Day)
- 2000: The Corner (Fernsehserie, eine Folge)
- 1999–2000: Third Watch – Einsatz am Limit (Third Watch, Fernsehserie, 4 Folgen)
- 2002: Bomb the System
- 2003: Criminal Intent – Verbrechen im Visier (Law & Order: Criminal Intent, Fernsehserie, eine Folge)
- 2005: Miracle’s Boys (Miniserie)
- 2005: Law & Order (Fernsehserie, eine Folge)
- 2006: Spiel auf Bewährung (Gridiron Gang)
- 2007: Weapons
- 2007: Urban Justice – Blinde Rache (Urban Justice)
- 2009: America (Fernsehfilm)
- 2010: Code Blue